# خانواده سوپرانو
خانواده سوپرانو (به انگلیسی: The Sopranos) مجموعهٔ تلویزیونی درام جنایی آمریکایی است که توسط دیوید چیس خلق شده است. این مجموعه داستان تونی سوپرانو (جیمز گاندولفینی)، رئیس مافیای نیوجرسی را دنبال می‌کند که با حملات پانیک دست‌وپنجه نرم می‌کند. او با اکراه شروع به ملاقات با روان‌پزشکی به نام دکتر ملفی (لورین براکو) می‌کند؛ ملفی او را تشویق می‌کند تا دربارهٔ چالش‌های تعادل بین زندگی خانوادگی و زندگی جنایی‌اش صحبت کند. دیگر شخصیت‌های کلیدی شامل خانواده تونی، همکاران مافیایی و رقبای او هستند، به‌ویژه همسرش کارملا (ادی فالکو) و دست‌پرورده و پسرعموی دورش کریستوفر مولتیسانتی (مایکل امپریولی).
این مجموعه که در سال ۱۹۹۷ به آن چراغ سبز نشان داده شد، از ۱۰ ژانویه ۱۹۹۹ تا ۱۰ ژوئن ۲۰۰۷ از شبکه اچ‌بی‌او پخش شد و شامل شش فصل و ۸۶ قسمت بود. سپس پخش تلویزیونی آن در آمریکا و کشورهای دیگر نیز انجام شد. خانواده سوپرانو توسط اچ‌بی‌او، چیس فیلمز و برد گری تلویژن تولید شد و عمدتاً در استودیوهای سیلورکاپ در نیویورک سیتی فیلم‌برداری شد، با برخی صحنه‌های لوکیشن در نیوجرسی فیلم‌برداری شدند. تهیه‌کنندگان اجرایی در طول پخش سریال شامل دیوید چیس، برد گری، رابین گرین، میچل برجس، آیلین اس. لندرس، ترنس وینتر و ماتیو واینر بودند.
خانواده سوپرانو به‌عنوان یکی از بزرگ‌ترین و تأثیرگذارترین سریال‌های تاریخ تلویزیون شناخته می‌شود و به آغاز دوره دوم عصر طلایی تلویزیون نسبت داده شده است. این مجموعه جوایز متعددی از جمله جایزه پیبادی برای دو فصل اول، ۲۱ جایزه امی پرایم‌تایم و پنج جایزه گلدن گلوب کسب کرد. این اثر موضوع تحلیل‌های انتقادی، جنجال‌ها و نقیضه‌ها بوده و کتاب‌ها، یک بازی ویدیویی، آلبوم‌های موسیقی متن، پادکست‌ها و محصولات تجاری متعددی را به دنبال داشته است. بسیاری از بازیگران و عوامل سریال که در زمان شروع چندان شناخته‌شده نبودند، پس از آن به موفقیت‌های حرفه‌ای دست یافتند.
در مارس ۲۰۱۸، نیو لاین سینما اعلام کرد که حقوق یک پروژه سینمایی دربارهٔ پیش‌زمینه این مجموعه، با تمرکز بر دهه‌های ۱۹۶۰ و ۱۹۷۰ و در بستر شورش‌های نیوآرک (Newark riots)، را خریده است. این فیلم که با عنوان قدیسان فراوان نیوآرک در سال ۲۰۲۱ اکران شد، توسط دیوید چیس و لورنس کانر نوشته و توسط آلن تیلور کارگردانی شد. مایکل گاندولفینی، پسر جیمز گاندولفینی، در این فیلم نقش تونی سوپرانوی جوان را بازی کرد.

## زمینه داستان
خانواده سوپرانو داستان تونی سوپرانو، یک مافیای ایتالیایی-آمریکایی ساکن شمال نیوجرسی را دنبال می‌کند که تلاش می‌کند بین زندگی خانوادگی و نقش خود به‌عنوان رئیس خانواده سوپرانو تعادل برقرار کند. شغل تونی باعث خشم و اضطراب مداوم او می‌شود و پس از تجربه یک حمله پانیک شدید، با اکراه جلسات درمانی با روان‌پزشک، دکتر جنیفر ملفی، را آغاز می‌کند. در مطب دکتر ملفی، تونی به‌تدریج شروع به بازگو کردن مشکلات عاطفی خود می‌کند، در حالی که حرفه‌اش او را پیوسته به موقعیت‌های خطرناک و حتی تهدیدکننده زندگی می‌کشاند. او با عمویش جونیور، همسرش کارملا، و دیگر اعضای جاه‌طلب خانواده سوپرانو و همچنین خانواده لو پرتاتزی (Lupertazzi) در نیویورک درگیری و اختلاف پیدا می‌کند.

## قسمت‌ها
| فصل | قسمت‌ها | قسمت‌ها | تاریخ اصلی روی آنتن رفتن | تاریخ اصلی روی آنتن رفتن |
| فصل | قسمت‌ها | قسمت‌ها | اولین بار                | آخرین بار                |
| --- | ------ | ------ | ------------------------ | ------------------------ |
| ۱   | ۱۳     | ۱۳     | ۱۰ ژانویه ۱۹۹۹           | ۴ آوریل ۱۹۹۹             |
| ۲   | ۱۳     | ۱۳     | ۱۶ ژانویه ۲۰۰۰           | ۹ آوریل ۲۰۰۰             |
| ۳   | ۱۳     | ۱۳     | ۴ مارس ۲۰۰۱              | ۲۰ مه ۲۰۰۱               |
| ۴   | ۱۳     | ۱۳     | ۱۵ سپتامبر ۲۰۰۲          | ۸ دسامبر ۲۰۰۲            |
| ۵   | ۱۳     | ۱۳     | ۷ مارس ۲۰۰۴              | ۶ ژوئن ۲۰۰۴              |
| ۶   | ۲۱     | ۱۲     | ۱۲ مارس ۲۰۰۶             | ۴ ژوئن ۲۰۰۶              |
| ۶   | ۲۱     | ۹      | ۸ آوریل ۲۰۰۷             | ۱۰ ژوئن ۲۰۰۷             |

## بازخوردها و عوامل تولید

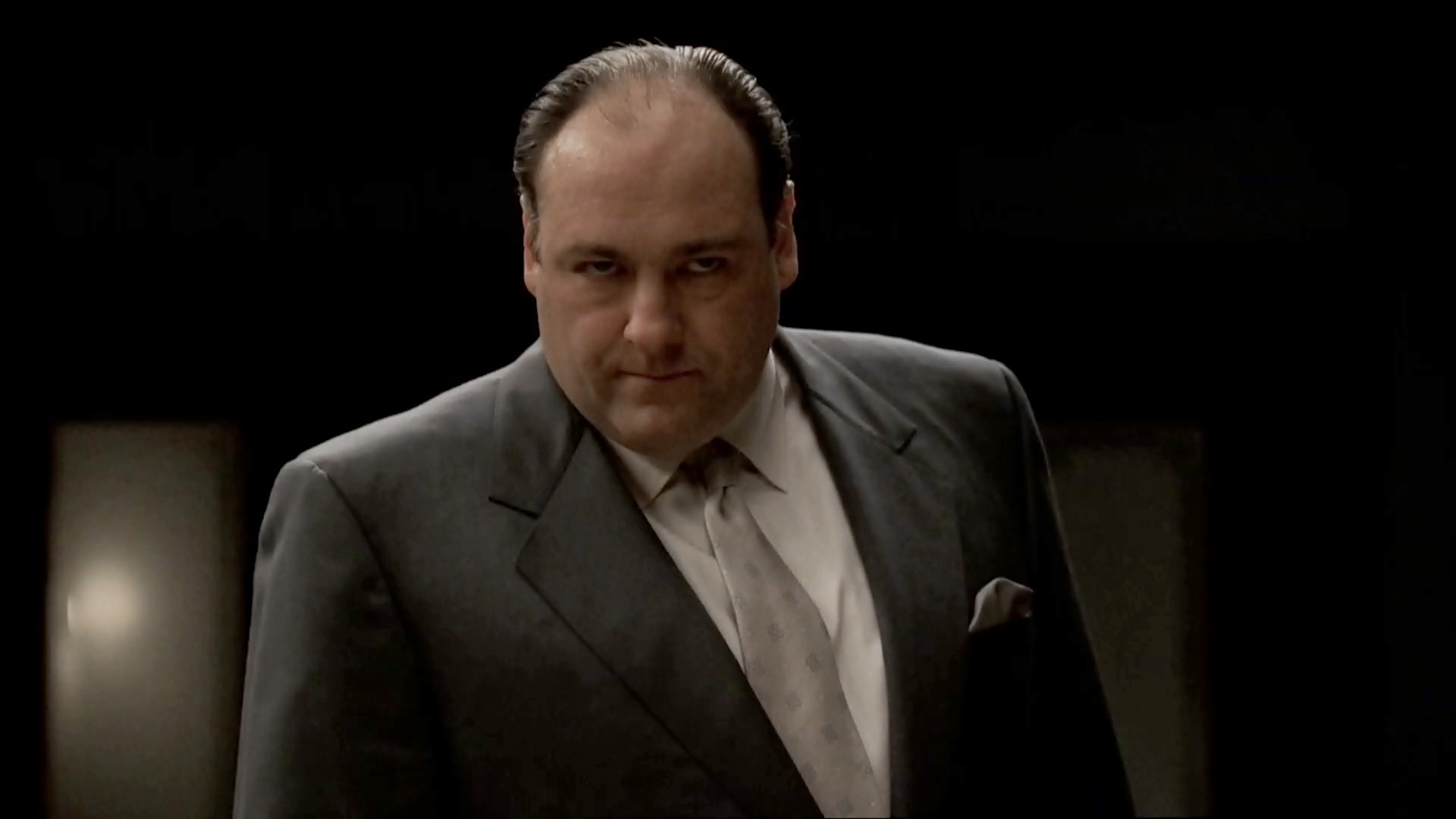
‏جیمز گاندولفینی در نقش تونی سوپرانو در سوپرانوها‏

این سریال از دسته آثاری است که کمپانی برادران وارنر آن را پشتیبانی کرده است. نویسنده‌های این سریال ترنس وینتر، رابین گرین، میشل بورگس، متئو وینر و فرانک رنزولی می‌باشند. این سریال در شش فصل و هشتاد و شش قسمت تهیه شده است. پخش این سریال از سال ۱۹۹۹ تا سال ۲۰۰۷ طول کشید. به گفته عده زیادی از منتقدان شاخص دنیا سریال خانوادهٔ سوپرانو را برترین سریال قرن ۲۱ و مهم‌ترین سریال تاریخ تلویزیون نام برده‌اند و به او لقب (مادر سریال‌های جنایی مدرن) را داده‌اند
طبق آخرین اخبار قرار است که فیلمی سینمایی به نویسندگی و کارگردانی دیوید چیس ساخته شود که داستان این فیلم به زمان کودکی تونی سوپرانو برمیگردد، نکته جالب این است که قرار شده این نقش را پسر جیمز گاندولفینی یعنی مایکل گاندولفینی بازی کند.
خانوادهٔ سوپرانو برای هر فصل نامزد کسب بهترین سریال درام در مراسم امی شد که در سال‌های ۲۰۰۴ و ۲۰۰۷ توانست این جایزه را از آن خود کند؛ جیمز گاندولفینی (در نقش تونی سوپرانو) و ادی فالکو (در نقش همسر تئنی سوپرانو) هر کدام توانستند سه بار برنده جایزه امی برای بهترین بازیگر نقش اصلی سریال‌های درام شوند؛ همچنین مایکل امپریولی و دریا د ماتیو هم هر کدام یک بار در مراسم امی سال ۲۰۰۴ توانستند جایزه بهترین بازیگر نقش مکمل را از آن خود کنند.
این سریال در مجموع دسته‌بندی‌های مختلف، ۱۱۱ بار نامزد جوایز امی و از این تعداد ۲۱ بار را برنده شد.
این سریال در مراسم گلدن گلوب نیز پرفروغ ظاهر شد و توانست در مجموع از ۲۳ نامزدی، ۵ مرتبه پیروز شود.
بازیگر نقش تونی سوپرانو یعنی جیمز گاندولفینی در سال ۲۰۱۳ بر اثر سکته قلبی در گذشت.

## تجزیه و تحلیل روان‌شناسی بخشی از فصل پنجم
صحنه ای درخشان در فصل پنجم سوپرانوها وجود دارد که استفاده تونی سوپرانو از پرخاشگری پیشگیرانه (کلامی) را به نمایش می‌گذارد. تونی از خواهرش جنیس می‌خواهد که وارد کلاس‌های مدیریت خشم شود. در کمال تعجب همه، کلاس‌ها در واقع به جانیس کمک می‌کنند. او و شوهرش بابی، تونی سوپرانو را برای شام دعوت می‌کنند. تونی پیشرفت جنیس را مشاهده می‌کند و این او را آزار می‌دهد. تونی در طول جلسات درمانی خود با دکتر ملفی بارها بیان می‌کند که افسردگی، حمله‌های پانیک و خلق و خوی او همه ناشی از بزرگ شدن در یک خانواده ناکارآمد است. او واقعاً باور ندارد که می‌تواند بهتر شود، در حالی که از خود به خاطر انجام ندادن این کار ناراحت است؛ بنابراین دیدن شادی بیشتر خواهرش جنیس (که در همان شرایط بزرگ شده است)، تونی را عصبانی می‌کند. او نمی‌تواند این ایده را تحمل کند که خواهرش از جهنمی که والدینشان برای آنها ساخته‌اند فرار کند، بنابراین روحیه او را به پایین می‌کشاند. تونی از تربیتش برای توجیه رفتارش استفاده می‌کند و خودسازی جانیس، این منطقی سازی‌ها را بی‌اعتبار می‌کند؛ بنابراین او تصمیم می‌گیرد به‌طور استراتژیک با او دشمنی کند. تونی راه‌هایی پیدا می‌کند تا این حقیقت را بیان کند که او فرزند اولش را رها کرده است، تا اینکه جانیس در نهایت از شدت ناراحتی و خشم منفجر می‌شود. تونی با رضایت از اینکه جلوی پیشرفت شخصیتی خواهرش را گرفته است دور می‌شود. در سریالی که شاهد تقلب، دزدی و قتل قهرمان داستان هستیم، این لحظه ای است که درک مخاطب از تونی واقعاً شروع به تغییر می‌کند. در این مورد، تونی به‌طور استراتژیک درد عاطفی را به کسی که دوستش دارد وارد می‌کند تا احساس بی کفایتی و رنجش خود را از بین ببرد.

## موسیقی
دو مجموعه موسیقی رسمی با موزیک‌های استفاده شده در سریال «سوپرانوها» منتشر شد:
- مجموعه موسیقی «سوپرانوها: موسیقی از مجموعه اصلی اچ‌بی‌او» (۱۹۹۹) شامل موسیقی‌های منتخب از دو فصل اول سریال است.[۲۷]
- مجموعه موسیقی «سوپرانوها: فلفل‌ها و تخم‌مرغ‌ها - موسیقی از مجموعه اصلی اچ‌بی‌او» (۲۰۰۱) شامل موسیقی‌های منتخب و گفتگوهای شخصیت‌ها از سه فصل اول سریال.[۲۸]

## پیش‌درآمد
فیلم قدیسان فراوان نیوآرک که در ۱ اکتبر ۲۰۲۱ در سینماها و همچنین در سرویس اچ‌بی‌او مکس پخش شد، پیش‌درآمدی است که داستان زندگی تونی سوپرانو را در دوران جوانی روایت کند که مایکل گاندولفینی (پسر جیمز گاندولفینی فقید) نقش تونی را بازی خواهد کرد.
داستان فیلم در شهر نیوآرک (واقع در نیوجرسی) رخ می‌دهد، جایی ک تونی جوان، رابطه نزدیکی با دایی خود، یعنی دیکی مولتیسانتی (با بازی آلساندرو نیوولا) دارد و او را الگوی خود می‌داند. این رابطه آن‌ها را به مکان‌های خطرناک و خشن می‌کشاند. آنتونی در یکی از حساس‌ترین و پرآشوب‌ترین دوران‌های نیوآرک در حال بزرگ شدن است و درست زمانی که گانگسترهای رقیب شروع به خیزش می‌کنند و قدرت خانواده جنایتکار DiMeo در شهر به چالش کشیده می‌شود، آنتونی یک مرد کامل شده است.
دایی او که درگیر مدیریت مسئولیت‌های شغل و زندگی شخصی خودش است، نفوذ زیادی روی خواهرزاده‌اش دارد و می‌خواهد او را به رئیس تبهکاران شهر تبدیل کند.